# Chuck Andrus
Charles Edmund Andrus (Holyoke (Massachusetts), 17 november 1928 - Boca Raton, 12 juni 1997) was een Amerikaanse jazz-contrabassist. Hij speelde onder meer bij Charlie Barnet en de "Swinging Herd" van Woody Herman.
Andrus studeerde aan Manhattan School of Music en had eind jaren veertig een eigen groep, waarin Phil Woods en Sal Salvador speelden. Na zijn diensttijd, die hij doorbracht in Korea, tijdens de Koreaanse oorlog, werd Andrus lid van het orkest van Charlie Barnet (1953). Hierna speelde hij enkele jaren in de groep van Claude Thornhill. Hij werkte vaak samen met Terry Gibbs. Hij speelde in de tweede helft van de jaren vijftig in Manhattan mee op allerlei plaatopnames (onder andere van trompettist Don Stratton en Bernard Peiffer). Van 1961 tot 1965 werkte Andrus bij Woody Herman, vanaf 1962 in een nieuwe versie van the Herd die in Metropole Cafe in New York stond en veel succes had. Van Herman kreeg Chuuk Andrue de bijnaam The Arm, omdat hij zo ongelooflijk snel kon spelen. Na zijn Herman-tijd ging Andrus freelancen in New York en had hij een trio, waarmee hij speelde voor president Johnson. Terug in Holyoke werkte hij in een advocatenkantoor, later verhuisde hij naar Palm Beach waar hij tot kort voor zijn overlijden regelmatig speelde.